# Munseyella aequa
Munseyella aequa is een mosselkreeftjessoort uit de familie van de Pectocytheridae. De wetenschappelijke naam van de soort is voor het eerst geldig gepubliceerd in 1979 door Swanson.